# کوفه
کوفه (به عربی: کوفَة) یکی از شهرهای تاریخی و مهم عراق و مرکز شهرستان کوفه در استان نجف است که در نزدیکی رود فرات، و در ۱۰۵ کیلومتری جنوب بغداد، پایتخت عراق قرار دارد. این شهر نقش برجسته‌ای در تاریخ اسلام، به‌ویژه در سده‌های نخستین پس از اسلام، ایفا کرده است. کوفه در سال ۱۷ قمری/۶۳۸–۳۹ میلادی/۱۶–۱۷ شمسی توسط سعد بن ابی‌وقاص پس از پیروزی در جنگ قادسیه، به عنوان پایگاهی نظامی و محل جدیدی برای سکونت اعراب تأسیس شد، اما به‌سرعت به مرکزی علمی، فرهنگی و سیاسی تبدیل گشت. کوفه در دوران حکومت علی ابن ابی‌طالب پایتخت خلافت اسلامی شد، و پس از آن نیز تا مدت‌ها به عنوان کانون فعالیت‌های فکری و مذهبی اسلام باقی ماند.  
این شهر به دلیل نقشی که در تاریخ شیعه دارد، از جمله پایتختی حکومت علی بن ابی‌طالب، بودن به‌عنوان مقصد حسین بن علی در قیامش، و نقش کلیدی آن در قیام زید بن علی، حائز جایگاهی ویژه در میان بسیاری از شیعیان است. امروزه نیز کوفه با وجود اماکنی از قبیل مسجد کوفه، مسجد سَهله و آرامگاه مسلم بن عقیل، از مقاصد زیارتی شیعی عراق به شمار می‌رود.

## جغرافیا
کوفه در سه کیلومتری کرانهٔ غربی رود فرات بنیان نهاده شد و از شرق به این رودخانه و از غرب به بیابان‌های منتهی به شام و اردن محدود می‌گردید. نجف کنونی بخشی از همین بیابان غربی محسوب می‌شد. در فاصلهٔ شش کیلومتری جنوب‌غربی کوفه، شهر آباد حیره قرار داشت که مرکز حکومت آل مَنذَر بود. در شمال، منطقهٔ آباد قابل توجهی وجود نداشت، مگر نخیله در دوازده کیلومتری شمال و کربلا در چهل‌وهشت کیلومتری شمال غربی آن.
برخی منابع تاریخی، قلمرو کوفه را گسترده‌تر ترسیم کرده‌اند و مناطقی چون حلوان، موصل، قرقیسیا و ماسَبَذان را جزو قلمرو آن برشمرده‌اند. این توصیف ظاهراً به حوزهٔ نفوذ اداری یا فتوحات نظامی کوفه اشاره دارد، نه محدودهٔ جغرافیایی خود شهر. امروزه نجف در شانزده کیلومتری غرب، بغداد در صد‌وپنجاه‌وشش کیلومتری شرق و بصره در صد‌وهفتاد‌وپنج کیلومتری جنوب کوفه قرار دارند.
منطقهٔ غربی کوفه (سمت نجف) با تپه‌های ماسه‌ای قرمز پوشیده شده و برای کشاورزی چندان مناسب نیست، حال آنکه بخش شرقی مجاور فرات، حاصلخیز و جلگه‌ای است. ارتفاع زمین در غرب به سی‌وشش متر از سطح رودخانه می‌رسد، در حالی که در شرق تنها پنج تا شش متر ارتفاع دارد. منابع تاریخی، زمین کوفه را میان‌بند توصیف کرده‌اند: پایین‌تر از بیابان‌های اطراف و بالاتر از سطح آب. برخی نیز موقعیت آن را دلیل آب‌وهوای معتدلش دانسته‌اند؛ پایین‌تر از شام و مرتفع‌تر از بصره (که هوای خنکتری پدید می‌آورد).
ویژگی برجستهٔ کوفه، عدم تسلط یک قبیلهٔ خاص بر آن بود. این شهر با گرد آمدن گروه‌های کوچک قبیله‌ای از نقاط مختلف شبه‌جزیرهٔ عربستان شکل گرفت. چنین تنوعی، کوفه را به کانونی برای تبادلات فرهنگی و اجتماعی بدل ساخت که در تحولات صدر اسلام نقشی محوری ایفا کرد.

## تاریخچه و جمعیت‌شناسی اولیه
منطقه بین‌النهرین یکی از کهن‌ترین خاستگاه‌های تمدن بشری به شمار می‌آید. شهر کوفه نخستین بار پس از فتح سورستان (نام ساسانی این منطقه) به دست عمر بن خطاب در تاریخ پدیدار شد. این شهر حدود سال ۶۳۸ میلادی (مقارن با ۱۷ قمری) همزمان با بنیان‌گذاری بصره تأسیس گردید.
عمر بن خطاب با هدف پاکسازی سرزمین عربستان، دستور انتقال یهودیان خیبر به کوفه را صادر نمود.بر اساس گزارش‌های یعقوبی، جمعیت نخستین کوفه متشکل از ۱۰٬۰۰۰ جنگجو بود که با در نظر گرفتن خانواده‌هایشان به حدود ۳۰٬۰۰۰ نفر می‌رسید. همچنین ۴٬۰۰۰ ایرانی دیلمی پیش از فتح مدائن در سال ۱۶ قمری به سپاه اسلام پیوستند و پس از تأسیس کوفه در آنجا ساکن شدند. بدین‌ترتیب جمعیت ابتدایی شهر به ۳۴٬۰۰۰ نفر بالغ می‌گشت.
مطالعه منابع تاریخی نشانگر آن است که انگیزه اصلی احداث کوفه، نیاز به اسکان سپاهیان عرب بوده است. نامساعد بودن شرایط مداین به دلیل فراوانی حشرات موذی، عمر را وادار ساخت تا فرمان انتقال نیروها به کوفه را صادر کند. طبری در آثار خود خاطرنشان کرده که خلیفه برای این سپاهیان و افرادی که بعدها به آنها می‌پیوستند، حقوق و مزایای ویژه‌ای در نظر گرفته بود.
ترکیب جمعیتی کوفه تحت تأثیر عوامل گوناگونی شکل پذیرفت. نخستین ساکنان شهر را رزمندگان جنگ قادسیه از قبایل مختلف نزاری (اعراب شمالی) و یمنی (اعراب جنوبی) تشکیل می‌دادند. سعد بن ابی‌وقاص ابتدا مکان مسجد را با پرتاب تیر به چهار سمت تعیین نمود، آنگاه از طریق قرعه‌کشی زمین‌های شرقی را به یمنی‌ها و بخش غربی را به نزاری‌ها اختصاص داد.
طبری در تألیفات خود فهرستی جامع از قبایل ساکن حوالی مسجد کوفه را ثبت نموده که از آن جمله می‌توان به سلیم، ثقیف، همدان و دیگران اشاره کرد. این قبایل در ابتدا در ده گروه سازمان‌یافته بودند، اما با رشد مهاجرت به هفت دسته تقلیل یافتند. این ترتیب تقسیم‌بندی تا دوران معاویه پابرجا ماند تا آنکه ابن‌زیاد آن را به چهار گروه کاهش داد.
اهمیت کوفه در سده نخست هجری چنان بود که خلفایی چون عمر و علی آن را با القابی نظیر «گنبد اسلام» می‌ستودند.سعد بن ابی‌وقاص به اتهام تقسیم ناعادلانه غنائم عزل شد و پس از ناکامی چند والی، مغیرة بن شعبه به حکومت رسید. در دوره خلافت علی بن ابی طالب، کوفه به پایتختی برگزیده شد و شاهد رویدادهای مهمی همچون جنگ صفین و ترور علی گردید. پس از درگذشت معاویه، گرایش مردم کوفه به حسین بن علی به واقعه کربلا انجامید.
کوفه همچنین کانونی مهم برای جنبش‌های فکری و مذهبی محسوب می‌شد. خوارزمی ریشه‌های مکتب «رأی» در فقه را به این شهر منسوب می‌داشت.خط کوفی به عنوان شیوه‌ای معیار برای کتابت قرآن و اسناد رسمی طی قرن‌ها مورد استفاده قرار می‌گرفت.نهضت‌های فکری مانند سبائیه و غُلات که در این شهر ظهور یافتند، مفاهیمی چون غیبت امام را در اندیشه شیعی نهادینه ساختند.
در سال ۷۴۹ میلادی عباسیان کوفه را به پایتختی انتخاب کردند، اما در سال ۷۶۲ میلادی مرکز حکومت به بغداد منتقل گردید. با این حال کوفه تا مدتی طولانی به عنوان یکی از کانون‌های برجسته فرهنگی و فکری جهان اسلام موقعیت خود را حفظ نمود.

## مشاهدات ناصرالدین شاه از کوفه در سال ۱۲۴۹ شمسی
ناصرالدین شاه، چهارمین شاه قاجار، از اواخر شهریور تا اواخر اسفند سال ۱۲۴۹ شمسی (جَمادی‌ُالثانی تا ذیحَجِه سال ۱۲۸۷ قمری/سپتامبر ۱۸۷۰ تا مارس ۱۸۷۱ میلادی)، سفری با انگیزه محوری زیارتی شیعی، به سرزمین عراق داشت. آنچه در ادامه می‌آید، منتخبی از مشاهدات این سفر وی به کوفه است.
روز جمعه پانزدهم [شهر رمضان]
امروز صبح سوار شده رفتیم به مسجد کوفه، مسجد قبر مُسلم بن عَقیل، هانی بن عُروِه. شهر کوفه رو به مشرق رفتم، از صحرای بالای وادیُ‌السَلام انداختیم رفتیم، تا رسیدیم به نهر وکیل‌الملک مرحوم که می‌خواهد آب شیرین از فرات بیاورد، به نجف. اما حاصلی الی حال نبخشیده است بی‌فایده شده است. انشاءالله تا بعد چه شود، پلی خاکی داشت از آجا عبور کردیم. تیمورمیرزا، امین‌الملک، هاشم، میرزاعلی‌خان، عرفانچی، پاشایان، یحیی‌خان و ... امین‌السلطان بودند. قدری که راه رفتیم. گرسنه شدم. در صحرا ناهار افتادیم ناهار خورده بعد سوار کالسکه شده رو به مسجد کوفه راندیم. تا رسیدیم به نهر بزرگ قدیمی یا خندق، و قلعه کوفه بوده است. الله اعلم. آنجا سوار اسب شده، داخل خرابه‌های کوفه شدم الحمد لله تعالی، که شهری است خراب، بجز تَلِ خاک چیزی نیست. مثل شهر ری آجرهای کوچک ریخته است. 

### مسجد کوفه
رسیدیم مسجد کوفه. وزیر خارجه، حسام‌السلطنه، پاشایان، والی‌پاشا، کامل‌پاشا، علی‌پاشا، دم در مسجد ایستاده بودند. پیاده شدم. اول بعضی محوطه‌هاست برای بستن مال و ... چاه آب و آب‌انبار و شیر گذاشته‌اند. آب‌انبار جای متعفنی بود. بعد داخل مسجد می‌شود. جائی است بزرگ، دورتادور پنجره و مثل طاق‌نما طور، شبیه اطراف مدرسه دارالفنون تهران. اما بی ستون دراز، اینجا پایه و طاق‌نما طوری است، دور تا دور یعنی شبستان است. وسط مسجد که حیاط باشد مقام‌های اولیا و انبیا و امام‌هاست. که در هریک سکوئی از آجر ساخته‌اند. با یک محراب بلندی که قبله را مشخص کرده‌اند. باید در هر مقام دو رکعت نمازی کرد. یک میل سنگی به ارتفاع دو زَرع در مقام امام محمد تقی علیه‌السلام بود که به کُلُفتی یک بغل آدم است. هرکس اورا بغل می‌کرد، اگر دستش بهم نمیرسید، می‌گفتند حرام‌زاده است. یعنی همچه می‌گویند. والی‌پاشا مردم را برده بود آنجا می‌گفت میل را بغل کنند، شوخی می‌کرده است. محرابی که حضرت امیرالمومنین (ع) را ضربت زده‌اند، در سمت دیوار رو به جنوب که قبله است بود. مردم و وزرا آنقدر یادگار در اطراف محراب و دیوارها و غیره نوشته بودند، با زغال و مرکب و ... که حساب نداشت. کمال فضولی و بی‌ادبی است. بعد رفتم. از دیوار سمت مشرق مسجد، دری است می‌رود به مقبره مسلم ابن عقیل. آنجا هم حیاطی بزرگ و محوطه‌ای است، طاق‌نماطور، دورتادور امام، مقبره در گوشه است. گنبدی دارد ضریحی دارد برنجی که مادر آقاخان محلاتی ساخته است. خادم و زیارت‌نامه خوان داشت. زیارت کردیم. چهارتا تخم مرغ شترمرغ از میان ضریح از بالا آویزان کرده بودند، گویا وقف کرده‌اند. روبروی مسلم مقبره و گنبد دیگر است. قبر «هانی» است. آنجا هم رفته زیارت شد، اما قبر هانی ضریحی چیزی ندارد. همان قبر است فقط پیداست. حکم شد اینجا را امین‌الملک تعمیر کند و ضریح چوبی بگذارد.

### شاخه‌ای از رودخانه فُرات و آبادی کنار آن
کنار این آب را تازه بنای آبادی گذاشته‌اند. ده‌ سال پیش از این هیچ آبادی نبوده است. از آب فرات نه از رودخانه اصلی فرات بلکه از فاضلاب [آن] و شعبه‌ای است از فرات که نشر کرده است به اینجا نهر کشیده‌اند. به زمین می‌نشیند. باغ و نخلستان سبزی کارهای خوب از هر قِسم [دارد]، پنبه، درخت هلو و ... میوه‌جات، کاهو، درخت گزهای بزرگ، از هرجور درخت کاشته‌اند بسیار خوب زراعت می‌شود. کل رعیتش هم از عجم است بوشهری، خراسانی، اصفهانی، تبریزی از همه ولایات آمده اینجا زراعت می‌کنند. مقبره حضرت یونس (ع) این طرف آب لب آب بود گنبد و بارگاهی داشت.

## اماکن شیعی
کوفه دارای اماکن شیعی بسیاری است. مسجد کوفه مهم‌ترین این بناهاست که از قدیمی‌ترین مساجد دنیا بوده، و در آن، آرامگاه مُسلم بن عَقیل، مُختار ثَقَفی و هانی بن عُروِه واقع شده‌اند. این مسجد همچنین محلی است که علی بن ابی‌طالب امام اول شیعیان و خلیفه چهارم بعد از محمد، در آن مورد حمله ابن‌مُلجِم قرار گرفت. محل دفن زید بن علی نیز به روایتی در کوفه قرار دارد. همچنین خانه منسوب به علی، مقبره کمیل بن زیاد و میثم تَمار نیز در کوفه می‌باشند. مسجد سَهلِه نیز در کوفه واقع است که بنا بر یک سری احادیث شیعه دوازده‌امامی، مکان زندگی مهدی موعود، پس از ظهور وی می‌باشد.

## ارجاعات
1. 1 2 3  مِر لیتواک (۲۰ ژوئن ۲۰۱۷). «Kufa» [کوفه]. دانشنامه برخط ایرانیکا. دریافت‌شده در ۲۶ ژوئیه ۲۰۲۵.
2. ↑  تاریخ کوفه. صص. ۷۴–۱۷۳ ،۱۶۶ ،۶۱–۱۵۹ ،۱۵۱.
3. 1 2 3  صفری فروشانی، نعمت‌الله. کوفه از پیدایش تا عاشورا.
4. 1 2  History of the Jews. ج. ۳. ص. ۸۴.
5. 1 2 3  «کوفه شهری ناهمگون و مهاجرنشین با حال و هوای برتری قومی». ایلنا. ۲۷ مهر ۱۳۹۴. دریافت‌شده در ۱۱ مرداد ۱۴۰۴.
6. ↑  تاریخ تشیع در ایران از آغاز تا طلوع دولت صفوی. صص. ۰۴–۱۰۳.
7. ↑  تاریخ تشیع در ایران از آغاز تا طلوع دولت صفوی. ص. ۱۰۶.
8. ↑  تاریخ کوفه. صص. ۷۷–۲۷۱.
9. ↑  اطلس خط. صص. ۸۷–۱۵۰.
10. ↑  شهریار جاده‌ها. صص. ۳۱–۱۲۹.
11. ↑  راهنمای مصور سفر زیارتی عراق. صص. ۲۳۱–۱۵۸.

## کتابشناسی
1. براقی نجفی، حسین (۱۳۸۸). تاریخُ الکوفَة [تاریخ کوفه]. چاپ دوم. ترجمهٔ سعید راد رحیمی (ویراست موسی دانش و سید جلال قیامی میرحسینی). مشهد: بنیاد پژوهشهای اسلامی. شابک ۹۷۸۹۶۴۴۴۴۴۲۲۷.
2. جعفریان، رسول (۱۳۸۸). تاریخ تشیع در ایران از آغاز تا طلوع دولت صفوی. چاپ سوم (از این ناشر). تهران: نشر علم. شابک ۹۷۸۹۶۴۴۰۵۸۲۲۶.
3. فضائلی، حبیب‌الله (۱۳۵۰). اطلس خط. اصفهان: انجمن آثار ملی اصفهان.
4. گرِیتْز، هاینریش (۱۸۹۲). History of the Jews [تاریخ یهودیان]. ج. سوم. ترجمهٔ بِلا لُوی. لندن.
5. صفری فروشانی، نعمت‌الله (۱۳۹۱). کوفه از پیدایش تا عاشورا. تهران: نشر مشعر. شابک ۹۷۸۹۶۴۵۴۰۳۶۲۹.
6. راهنمای مصور سفر زیارتی عراق. چاپ سی و چهارم. به کوشش احمد علوی. (ویراست حمید شریفی‌اقدم، محمدباقر صلواتی و مرتضی معراجی). قم: نشر معروف. خرداد ۱۳۹۳ [۱۳۸۹]. شابک ۹۷۸۹۶۴۸۲۷۵۸۷۲.
7. شهریار جاده‌ها: سفرنامه ناصرالدین شاه به عتبات. به کوشش محمدرضا عباسی و پرویز بدیعی. تهران: سازمان اسناد ملی ایران. ۱۳۷۲.